# Stenia retractalis
Stenia retractalis là một loài bướm đêm trong họ Crambidae.